# Coua de Delalande
El coua de Delalande (Coua delalandei) és un ocell extint de la família dels cucúlids (Cuculidae) que habitava l'illa de Santa Maria, propera a Madagascar.
Descrita per Delalande en 1828, es va citar per darrera vegada en 1834. L'extinció seria afavorida per la deforestació de la seva illa.